# Gert Wingårdh
Gert Wingårdh (Skövde, 1951) é um arquiteto sueco, premiado 5 vezes com o prémio Kasper-Salin.

Começou a sua carreira no fim dos anos 70, e ganhou reputação considerável tanto na Suécia como na Alemanha e nos Estados Unidos.
É considerado o arquiteto sueco mais reputado no momento atual.

## Algumas obras
- Astra Zeneca, Mölndal, 1993 [1]
- Embaixada da Suécia em Berlim, 1999 [1]
- Embaixada da Suécia em Washington [1]
- Universeum, Gotemburgo, 2001
- Casa da Suécia, Washington, 2006